# Darren McFadden
Pour les articles homonymes, voir McFadden.
College Football Hall of Fame 2019
(en) Statistiques sur pro-football-reference
Darren McFadden, né le 27 août 1987 à North Little Rock (Arkansas), est un joueur américain de football américain évoluant au poste de running back.

## Biographie
Étudiant à l'université de l'Arkansas, il joua pour les Razorbacks de l'Arkansas. Il a remporté le Doak Walker Award en 2006 et 2007 et le Walter Camp Award en 2007.
Il fut drafté en 2008 à la 4e place (premier tour) par les Raiders d'Oakland. Il a signé un contrat de six années pour 60 millions de dollars (dont 26 millions de dollars garantis). Il sera associé au quarterback JaMarcus Russell, premier choix du draft 2007.
McFadden est le joueur choisi pour la jaquette de la version Xbox 360 de NCAA Football 09.
Il signe en mars 2015 aux Cowboys de Dallas.